# Seithur
Seithur è una suddivisione dell'India, classificata come town panchayat, di 18.193 abitanti, situata nel distretto di Virudhunagar, nello stato federato del Tamil Nadu. In base al numero di abitanti la città rientra nella classe IV (da 10.000 a 19.999 persone).

## Geografia fisica
La città è situata a 09° 24' 27 N e 77° 27' 14 E.

## Società

### Evoluzione demografica
Al censimento del 2001 la popolazione di Seithur assommava a 18.193 persone, delle quali 8.961 maschi e 9.232 femmine. I bambini di età inferiore o uguale ai sei anni assommavano a 2.060, dei quali 1.051 maschi e 1.009 femmine. Infine, coloro che erano in grado di saper almeno leggere e scrivere erano 10.388, dei quali 6.082 maschi e 4.306 femmine.